# Йешуа Ха-Ноцри
Йешуа Ха-Ноцри (на руски: Иешуа Га-Ноцри) е герой на Михаил Булгаков от романа „Майстора и Маргарита“. Той е странен пътник, аналог на Иисус Христос. Счита се, че Йешуа и Ха-Ноцри са различни транслитерации на Иисус и Назарет. Името Булгаков среща в пиесата на Сергей Чевкин Прокуратор„Йешуа Ха-Ноцри. Безпристрастно намиране на истината“ (на руски: „Иешуа Ганоцри. Беспристрастное открытие истины“) от 1922 година.
Появява се във втората глава на романа – „Пилат Понтийски“, която е начало на повествованието в Юдея. Описан е като „мъж на около 27“, от град Гамала, който не познава родителите си, няма дом и заниманието му е да пътува „от място на място“. В образа му паралелите с Иисус Христос са много, но Булгаков е подчертал и някои разлики. Йешуа влиза в Йершалаим (различен прочит на Йерусалим), за да говори на хората, но не на магаре и без церемонии, защото никой не го познава още. Придружаван е от бивш бирник на име Леви Матвей, посветил се на записването на думите на Йешуа. Записваното от него обаче е грешно, твърди Йешуа пред прокуратора Пилат Понтийски. Арестуван е по време на разговор с мъж, наречен Юда от Кириат (различен прочит на Юда Искариотски), на когото казва, че скоро над хората няма да властва никой и ще настъпи царството на истината и справедливостта. Изправен е пред Пилат Понтийски, след като тетрархът не пожелава да реши по обвинението му в подстрекателство към разрушение на храма в Йершалаим. В последвалия разговор е разкрита мощта на Йешуа, който усеща, че Пилат е измъчван от ужасно главоболие, а в живота му липсва любов. Проповядваната от него вяра, че всички хора са добри, забавлява Пилат, но предвиждането му, че скоро храмът ще падне и жив човек няма да властва, плаши Прокуратора. Йешуа е осъден на смърт заедно с крадец на име Бар-Рабан. Но тъй като на следния ден е началото на Пасха, традицията повелява да се помилва един затворник. Първосвещеникът на Йершалаим решава да освободи Бар-Рабан, решение, което народът приветства.
Йешуа е екзекутиран чрез разпъване на кръст на Плешивия хълм в шестнадесетата глава на романа, „Екзекуцията“. Тялото му е отнесено от Леви Матей.